# Haroun e o Mar de Histórias
Haroun e o Mar de Histórias (Haroun and the Sea of Stories, no original) é um livro infantojuvenil escrito por Salman Rushdie e publicado em novembro de 1990. Foi o primeiro romance de Rushdie após Versos Satânicos. É uma história fantasmagórica que começa em uma cidade antiga e em ruínas.